# وینفرید شفر
وینفرید "وینی" شِفِر (به آلمانی: Winfried "Winnie" Schäfer) (زادهٔ ۱۰ ژانویه ۱۹۵۰) بازیکن سابق و مربی کنونی فوتبال اهل آلمان است.

## دوران بازیکنی
شفر فوتبال حرفه‌ای خود را با تیم شهر خود به نام توس ماین شروع کرد و تا ۱۸ سالگی در این تیم بود. سپس در سال ۱۹۶۸ به تیم مونشن گلادباخ پیوست و به همراه این تیم قهرمانی در بوندس‌لیگا و جام یوفا را به‌دست‌آورد. وی در بوندس‌لیگا ۴۰۳ بازی کرده و ۴۶ گل به ثمر رسانده است. او در سال ۱۹۷۰ به تیم کیکرز اوفنباخ پیوست و در این سال توانست به همراه این تیم در جام حذفی آلمان نیز قهرمان شود.
وینفرید شفر پس از حضور در تیم‌های بروسیا مونشن‌گلادباخ و کیکرز اوفنباخ، به تیم کارلسروهه پیوست و تا سال ۱۹۷۷ بازیکن این تیم بود. او در سال ۱۹۷۷ مجدداً به بروسیا مونشن‌گلادباخ پیوست و تا سال ۱۹۸۵ عضو این تیم بود و سپس از فوتبال به عنوان بازیکن خداحافظی کرد.

## دوران مربیگری
شفر در آلمان به عنوان یک مربی کاشف استعداد و پرورش‌دهنده آن شناخته شده است. او بازیکنانی مانند «اولیور کان»، «ینس نووتنی»، «مهمت شول» و «اولیور کرویتسر» را به فوتبال آلمان معرفی کرد. شفر در دورهٔ کاری‌اش فراز و نشیب بسیار داشته و تیم‌های تحت هدایت او گاه بسیار موفق و گاه بسیار ضعیف ظاهر شده‌اند. وی در حالی‌که بازیکن بروسیا مونشن‌گلادباخ بود، سرمربی‌گری را در سال ۱۹۸۲ از تیم دوم بروسیا مونشن‌گلادباخ آغاز کرد.
او بین سال‌های ۱۹۸۶ تا ۱۹۹۸ سرمربی کارلسروهه بود. وی در اولین فصل حضور خود در این تیم، آن را از بوندس‌لیگا ۲ به بوندس‌لیگا آورد و این تیم را به اوج خود رساند و محبوبیت زیادی نیز به دست آورد. شفر به همراه این تیم در سال ۱۹۹۶ نایب قهرمان جام حذفی آلمان و جام اینترتوتو شد و در فصل ۹۴–۱۹۹۳ تا نیمه نهایی جام یوفا پیش رفت و تنها به دلیل قانون گل زده در خانهٔ حریف، از رسیدن به فینال این مسابقات بازماند. از نتایج درخشان او در این دوره، برتری ۷–۰ در مقابل والنسیا بود.
شفر چند سال بعد در مصاحبه با روزنامه بیلد اعلام کرد که در سال ۱۹۹۴ با پیشنهاد سرمربیگری بایرن مونیخ مواجه شده بود اما آن را نپذیرفت. او سپس سرمربیگری در تیم‌هایی چون اشتوتگارت، تنیس بروسیا برلین و تیم ملی کامرون را نیز تجربه کرد.
شفر با کامرون به قهرمانی جام ملت‌های آفریقا در سال ۲۰۰۲ رسید و به جام جهانی ۲۰۰۲ صعود کرد و در جام جهانی با یک برد، یک مساوی و یک شکست در رتبهٔ سوم گروه خود قرار گرفت. همچنین کامرون تحت مربیگری او در جام کنفدراسیون‌ها ۲۰۰۳، موفق به شکست برزیل در مرحلهٔ گروهی شد و در نهایت به نایب قهرمانی رسید.
وی پس از آن هدایت تیم‌های الاهلی امارات، العین امارات، باکو، تیم ملی تایلند و تیم ملی جامائیکا را برعهده داشت. وی در سال ۲۰۱۷ پس از استعفای علیرضا منصوریان سرمربیگری تیم استقلال تهران را برعهده گرفت.

### استقلال تهران

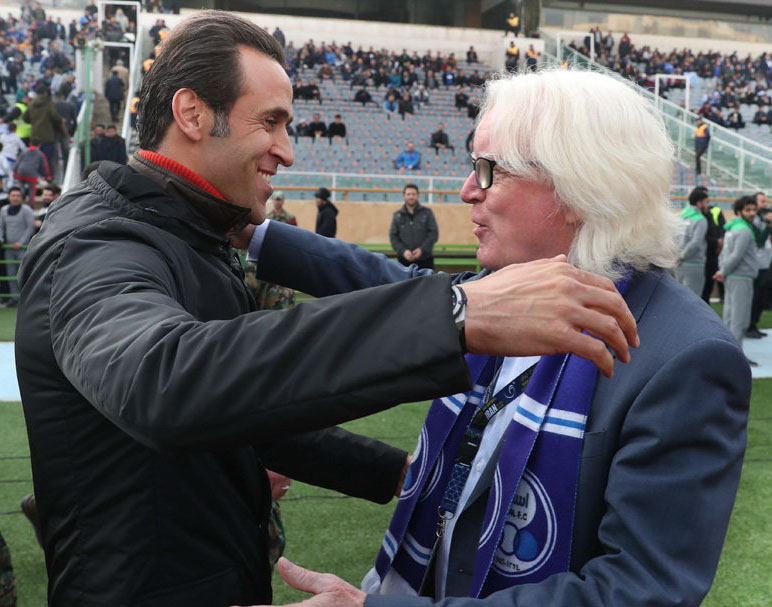
وینفرد شفر (راست) و علی کریمی / سرمربی‌های استقلال و سپیدرود

وینفرید شفر در تاریخ ۱۰ مهر ۱۳۹۶، به عنوان سرمربی استقلال انتخاب و جایگزین علیرضا منصوریان شد. او موفق شد در نخستین فصل حضور خود در استقلال، این تیم را به مقام قهرمانی جام حذفی فوتبال ایران برساند؛ در پایان این فصل استقلال در رتبه سوم لیگ برتر قرار گرفت. پیروزی در شهرآورد تهران و صعود به جمع هشت تیم برتر لیگ قهرمانان آسیا، از دیگر نکات مثبت کارنامه شفر در فصل نخست حضور در استقلال بود. در دومین فصل حضور شفر در استقلال، او پس از حذف از جام حذفی و لیگ قهرمانان آسیا و شکست در شهرآورد تهران، سرانجام در فاصله سه هفته تا پایان رقابت‌های لیگ برتر و پس از شکست مقابل تیم شهر خودرو، از سرمربیگری استقلال برکنار شد؛ اختلاف با مدیران باشگاه از دیگر علل جدایی شفر از استقلال بود.

## آمار مربیگری
تا تاریخ ۲۹ آوریل ۲۰۱۹
| تیم               | از             | تا             | نتایج | نتایج | نتایج | نتایج | نتایج | نتایج |
| تیم               | از             | تا             | بازی  | برد   | مساوی | باخت  | ٪ برد |       |
| ----------------- | -------------- | -------------- | ----- | ----- | ----- | ----- | ----- | ----- |
| کارلسروهه         | ۱ ژوئیه ۱۹۸۶   | ۲۵ مارس ۱۹۹۸   | ۴۸۹   | ۱۹۵   | ۱۴۰   | ۱۵۴   | ۰۴۰   |       |
| اشتوتگارت         | ۱ ژوئیه ۱۹۹۸   | ۴ دسامبر ۱۹۹۸  | ۲۶    | ۱۰    | ۶     | ۱۰    | ۰۳۸   |       |
| تنیس بروسیا برلین | ۲۴ مارس ۱۹۹۹   | ۳۰ ژوئن ۲۰۰۰   | ۴۷    | ۱۴    | ۱۴    | ۱۹    | ۰۳۰   |       |
| کامرون            | ۱ مارس ۲۰۰۲    | ۲ نوامبر ۲۰۰۴  | ۲۹    | ۱۳    | ۹     | ۷     | ۰۴۵   |       |
| الاهلی امارات     | ۶ مارس ۲۰۰۵    | ۱۷ فوریه ۲۰۰۷  | ۴۲    | ۲۳    | ۶     | ۱۳    | ۰۵۵   |       |
| العین             | ۲۷ دسامبر ۲۰۰۷ | ۲ دسامبر ۲۰۰۹  | ۶۵    | ۳۹    | ۱۶    | ۱۰    | ۰۶۰   |       |
| باکو              | ۱ ژوئیه ۲۰۱۰   | ۱۰ ژانویه ۲۰۱۱ | ۲۳    | ۱۰    | ۶     | ۷     | ۰۴۳   |       |
| تایلند            | ۲ ژوئیه ۲۰۱۱   | ۴ ژوئن ۲۰۱۳    | ۲۷    | ۱۳    | ۶     | ۸     | ۰۴۸   |       |
| جامائیکا          | ۱۷ ژوئیه ۲۰۱۳  | ۶ سپتامبر ۲۰۱۶ | ۴۲    | ۱۳    | ۸     | ۲۱    | ۰۳۱   |       |
| استقلال تهران     | ۲ اکتبر ۲۰۱۷   | ۲۹ آوریل ۲۰۱۹  | ۶۹    | ۳۷    | ۲۱    | ۱۱    | ۰۵۴   |       |
| مجموع             | مجموع          | مجموع          | ۸۵۹   | ۳۶۷   | ۲۳۲   | ۲۶۰   | ۰۴۳   |       |

## حواشی
پس از جدایی از استقلال، شفر در واکنش به حادثه دختر آبی، از حکومت ایران و شرایط موجود در ایران انتقاد کرد؛ او اعلام کرد در دوران حضور در ایران، هیچ‌کس را طرفدار حکومت ایران و حجاب اجباری ندیده است و مردم ایران به خاطر ترس، نمی‌توانند مخالفتشان را ابراز کنند.

## زندگی شخصی

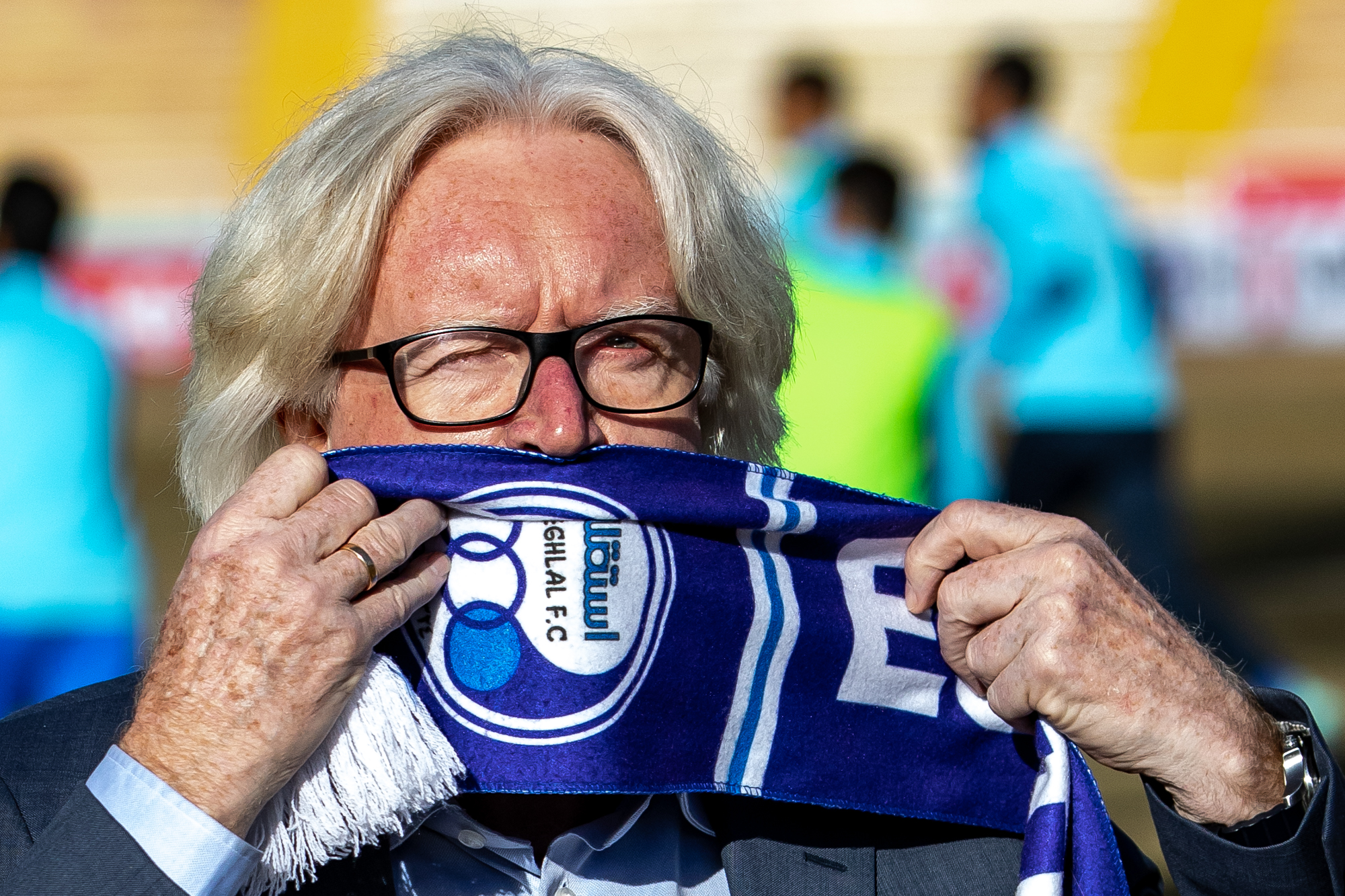
وینفرد شفر سرمربی سابق تیم استقلال تهران در حاشیه بازی پدیده و استقلال تهران در ورزشگاه ثامن مشهد

شفر ازدواج کرده است و دارای دو فرزند است. وی بیش از ۲۵ سال در اتلینگن در نزدیکی کارلسروهه به همراه خانواده‌اش زندگی کرده است. او در سال ۲۰۰۴ با رای اکثریت به شورای شهرداری الیتینگن انتخاب شد.

## افتخارات

### دوران بازیکنی
بروسیا مونشن‌گلادباخ
- بوندس‌لیگا: ۷۰–۱۹۶۹
- جام یوفا: ۷۹–۱۹۷۸

 کیکرز اوفنباخ
- جام حذفی آلمان: ۷۰–۱۹۶۹

### دوران مربیگری
کارلسروهه
- بوندس‌لیگا ۲: ۸۷–۱۹۸۶ (نایب قهرمانی – صعود به بوندس‌لیگا)
- جام حذفی آلمان: ۹۶–۱۹۹۵ (نایب قهرمانی)
- جام اینترتوتو: ۱۹۹۶

 تیم ملی کامرون
- جام ملت‌های آفریقا: ۲۰۰۲
- جام کنفدراسیون‌ها: ۲۰۰۳ (نایب قهرمانی)

 الاهلی امارات
- لیگ برتر امارات: ۰۶–۲۰۰۵

 العین امارات
- جام رئیس دولت امارات: ۰۹–۲۰۰۸
- جام اتصالات امارات: ۰۹–۲۰۰۸
- سوپر جام امارات: ۲۰۰۹

 تیم ملی تایلند
- قهرمانی فوتبال جنوب شرقی آسیا: ۲۰۱۲ (نایب قهرمانی)

 تیم ملی جامائیکا
- جام کارائیب: ۲۰۱۴
- جام طلایی کونکاکاف: ۲۰۱۵ (نایب قهرمانی)

 استقلال
- جام حذفی ایران: ۹۷–۱۳۹۶